# Masa molecular

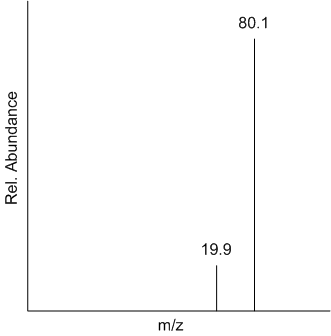
Espectro de masa del Boro.

La masa molecular (masa molecular relativa o peso fórmula), cuyo símbolo es {\displaystyle m_{f}}, es una magnitud que indica la masa de una molécula de una sustancia química. Se mide en términos relativos, respecto a la unidad de masa atómica: la masa molecular indica cuántas veces la masa de la molécula es mayor que la unidad de masa atómica. Su valor numérico coincide con el de la masa molar, pero habitualmente expresado en unidades de masa atómica (su unidad en el Sistema Internacional de Unidades es el kilogramo), en lugar de gramos/mol. La masa molecular alude a una sola molécula, mientras que la masa molar corresponde a un mol (NA = 6,022 ·  de moléculas.

## Cálculo de la masa molecular
La masa molecular {\displaystyle m_{f}} puede ser expresada tal que

{\displaystyle m_{\rm {f}}=\sum _{i}N_{i}m_{\mathrm {a} ,i}},

donde
- {\displaystyle N_{i}} es el número de átomos del i-ésimo elemento presente en la molécula.
- {\displaystyle m_{\mathrm {a} ,i}} es la masa atómica del i-ésimo elemento presente en la molécula.

Así como ejemplo, en el caso del agua (H2O), como se trata de una molécula formada por dos átomos de hidrógeno (ma(1H) = 1,00797 u) y un átomo de oxígeno (ma(16O) = 15,9994 u), su masa molecular es de 18,01534 u.
Al igual que la masa atómica, la masa molecular se expresa en unidades de masa atómica: umas (u) o daltons (Da), que son equivalentes. Las umas son una unidad usada en química y física, mientras que los daltons se usan en bioquímica, ya que aportan la ventaja de poderse emplear para moléculas mayores al aceptar un múltiplo, el kilodalton: kDa.